# Environmental Ethics
Pour le champ philosophique, voir Éthique de l'environnement.
Environmental Ethics est une revue académique trimestrielle à comité de lecture couvrant la philosophie environnementale et notamment l'Éthique de l'environnement. Elle a été créée en 1979 par Eugene Hargrove et est publiée par le Philosophy Documentation Center pour le compte du Center for Environmental Philosophy (Université de North Texas). Le rédacteur en chef est Allan A. Thompson (Université d'État de l'Oregon).

## Résumé et indexation
La revue est résumée et indexée dans :
- ATLA Religion Database
- Biological Abstracts[2]
- BIOSIS Previews[2]
- Current Contents/Social & Behavioral Sciences[2]
- EBSCO databases
- Environmental Engineering Abstracts
- Environmental Science and Pollution Management
- ERIH PLUS
- Expanded Academic ASAP
- International Bibliography of Periodical Literature
- International Philosophical Bibliography
- International Political Science Abstracts
- MLA International Bibliography
- Philosopher's Index
- PhilPapers
- ProQuest databases
- Referativny Zhurnal
- Religious and Theological Abstracts
- Scopus[3]
- Social Sciences Citation Index[2]
- Sociological Abstracts
- The Zoological Record[2]

Selon le Journal Citation Reports, la revue a un facteur d'impact 2021 de 0,472.

## Voir également
- Liste des revues de philosophie